# Kurt Neubauer (Putschist)
Kurt Ernst Neubauer (* 27. März 1899 in Hopfengarten, Landkreis Bromberg; † 9. November 1923 in München) war ein deutscher Dienstbote. Neubauer war der Leibdiener von Erich Ludendorff und einer der getöteten Teilnehmer des Hitler-Ludendorff-Putsches vom November 1923.

## Leben und Wirken

### Frühes Leben
Neubauer verließ 1915 sein Elternhaus, um sich in Graudenz als Freiwilliger zur Teilnahme am Ersten Weltkrieg zu melden. Einem Polizeibericht von 1923 zufolge soll Neubauer mit einem Eintrittsalter von 15 3⁄4 Jahren der jüngste Kriegsfreiwillige des deutschen Weltkriegsheeres gewesen sein.
Von 1915 bis 1918 nahm Neubauer knapp vier Jahre lang aktiv am Krieg teil. Er wurde mit dem Eisernen Kreuz II. Klasse ausgezeichnet.

### Betätigung im Freikorps Roßbach und anderen Roßbach-Organisationen (1919 bis 1923)
Nach dem Krieg schloss er sich dem Freikorps Roßbach an, mit dem er im Baltikum, in Oberschlesien und in Westfalen kämpfte. 1920 betätigte er sich in der Arbeitsgemeinschaft Roßbach, einer Organisation, in der sich ehemalige Angehörige des offiziell aufgelösten Freikorps zur gemeinsamen Landarbeit sammelten. In der Satzung der Arbeitsgemeinschaft von 1920 ist ein Neubauer, der wahrscheinlich mit ihm identisch ist, als Mitglied des Verwaltungsrats der Organisation eingetragen.
Am 13. Juli 1920 trat Neubauer in das 27. Jägerbataillon der Reichswehr ein, das er bald wieder verließ, um als Diener in den Dienst des Generals Erich Ludendorff zu treten.
Im Jahr 1923 wurde Neubauer Mitglied der Münchener Roßbachabteilung, die Ende 1922 als 20. Hundertschaft der Münchener SA in die Sturmabteilung der NSDAP eingegliedert worden war. Hier fungierte er als Zugführer und Stellvertreter des Hundertschaftsführers Edmund Heines. Die sozialdemokratische Münchener Post berichtete im Frühjahr 1923 über die führende Mitwirkung Neubauers an illegalen paramilitärischen Manövern außerhalb von München.  In der rechten Szene Münchens war Neubauer damals aufgrund seiner Stellung als Leibdiener Ludendorffs (der allgemein als „Exzellenz Ludendorff“ bezeichnet wurde) als „die kleine Exzellenz“ bekannt.
Im März 1923 wurde Neubauer als potentieller Wissensträger im Zusammenhang mit der Ermordung des Studenten Karl Baur polizeilich vernommen.
Nach der Aufstellung des Münchener SA-Regiments im Juli 1923 wurde Neubauer zum Adjutanten des 3. Bataillons ernannt, an dessen Spitze Edmund Heines stand. Im Oktober 1923 brachte er den Angehörigen der ehemaligen 20. Hundertschaft Johann Aigner als Gast in der Villa Ludendorffs unter, nachdem dieser (Aigner) aus mehrmonatiger Haft wegen seiner Teilnahme am Sturm auf das Hotel Grünwald aus dem Gefängnis entlassen worden war. (Das Hotel war als Vergeltung für die Bewirtung von Angehörigen einer nach dem Ersten Weltkrieg nach Deutschland entsandten militärischen Überwachungskommission durch Mitglieder der Münchener SA unter Führung von Heines demoliert worden; dabei entstand ein Schaden von mehreren Millionen Reichsmark.)
Als Diener Ludendorffs nahm Neubauer im November 1923 zusammen mit seinem Herrn an dem von den Nationalsozialisten und verschiedenen völkischen Kampfbünden versuchten Umsturzversuch gegen die Republik teil, der in München seinen Ausgangspunkt nehmen sollte. Am Abend des 8. November kam Neubauer zusammen mit Ludendorff und dessen Stiefsohn Heinz Pernet in den von den Nationalsozialisten besetzten Münchener Bürgerbräukeller, in den Hitler den General gerufen hatte. Ludendorffs Rat an Neubauer, wieder nach Hause zu gehen, um sich keiner Gefahr auszusetzen, befolgte dieser nicht.
Als Adjutant von Edmund Heines verbrachte Neubauer die Nacht vom 8. zum 9. November und die Morgenstunden des 9. November bis etwa 11.00 Uhr an der Seite von Heines: Er nahm an der von Heines angeführten Besetzung der Münchener Infanterieschule teil und begleitete Heines, Wilhelm Brückner und Hans Knauth am Vormittag des 9. November zu einer Patrouillenfahrt entlang der Isar, bei der Brückner Heines mit der militärischen Sicherung der Münchener Isarbrücken im Sinne des Putschunternehmens beauftragte: Heines ließ daraufhin die Brücken besetzen und Anordnung erteilen, nur zivilen Passanten, nicht aber Angehörigen der Polizei und der Reichswehr das Überschreiten der Brücken zu erlauben. Etwa zu diesem Zeitpunkt entfernte Neubauer sich von Heines und kehrte zu Ludendorff zurück.
Am Mittag des 9. November nahm Neubauer dann an der Seite Ludendorffs am Marsch auf die Feldherrnhalle teil. Er ging dabei hinter Max Erwin von Scheubner-Richter, Hitler und Weber und neben Ludendorff, Göring und Brückner in der zweiten Reihe des Demonstrationszuges. Einer nationalsozialistischen Schrift aus dem Jahr 1933 zufolge waren Neubauer und Oskar Körner die ersten beiden Angehörigen des Demonstrationszuges, die getötet wurden, als die Landespolizei auf dem Odeonsplatz das Maschinengewehrfeuer auf die Putschisten eröffnete. Ludendorff gab später an, den Tod seines Dieners zunächst nicht bemerkt zu haben, sondern erst in seinem Haus in der Villenkolonie Prinz Ludwigshöhe darüber informiert worden zu sein.
Neubauer wurde einige Tage nach dem Putschversuch zunächst auf dem Sollner Friedhof bei München beigesetzt.

### Postume Vereinnahmung durch die NS-Propaganda
Bald nach seinem Tod wurde Neubauer, wie die anderen getöteten Teilnehmer des gescheiterten Hitler-Putsches von 1923, von der NS-Propaganda zu einem Märtyrer und „Blutzeugen“ des „Freiheitskampfes“ der Nationalisten und insbesondere der Hitler-Bewegung hochstilisiert und in den Kult einbezogen, den die Nationalsozialisten seit der Neugründung der NSDAP im Jahr 1925 um die Ereignisse vom November 1923 trieben.
Hitler widmete Neubauer und den 15 anderten getöteten Putschteilnehmern von 1923 bereits 1925 den ersten Band seines in diesem Jahr erstmals veröffentlichten Buches Mein Kampf. In diesem werden diese Männer namentlich in einer Dedikation im Vorwort aufgeführt.
1933 wurde an der Feldherrnhalle in München eine Tafel mit den Namen der sechzehn beim Hitler-Putsch getöteten Putschteilnehmer angebracht. Neben dieser Tafel wurde eine ständige Ehrenwache der SS aufgestellt. Jeder Passant, der an der Tafel vorbeikam, war verpflichtet, diese mit dem Hitlergruß zu ehren.
1935 wurden auf dem Königsplatz im Zentrum von München zwei „Ehrentempel“ errichtet, die fortan als gemeinsame Grabanlage für die sechzehn getöteten Putschteilnehmer von 1923 dienten. Im Rahmen dieser Umbettung der Toten wurde Neubauer – wie die anderen fünfzehn getöteten Putschisten – mehr als ein Jahrzehnt nach seinem Tod exhumiert und am 9. November 1935 im Rahmen eines offiziellen Staatsaktes zusammen in einem dieser Ehrentempel beigesetzt. Neubauer wurde dabei mit drei weiteren während des Novemberputsches getöteten Männern – Johann Rickmers, Max Erwin von Scheubner-Richter und Karl Kuhn – in bronzenen Sarkophagen erneut beigesetzt. Hitler nannte den „kleine[n] Neubauer“ später in einem seiner Monologe im Führerhauptquartier einen „treuen Anhänger“.
Nach dem Ende des Zweiten Weltkrieges wurden die „Ehrentempel“ auf dem Münchener Königsplatz abgerissen und Neubauer erneut auf dem Friedhof Solln bestattet.
Die 1933 nach Neubauer benannte Kurt-Neubauer-Straße in Solln wurde 1945 in Echterstraße umbenannt.

## Archivarische Überlieferung
Informationen zu Neubauer haben sich vor allem in den Akten der Polizeidirektion München über den Hitler-Putsch erhalten, die heute im Staatsarchiv München verwahrt werden; darunter findet sich etwa eine Zeitungsseite vom 19./20. November mit dem Abdruck von Neubauers letztem Brief an seine Schwester.